# Erasme Louis Surlet de Chokier

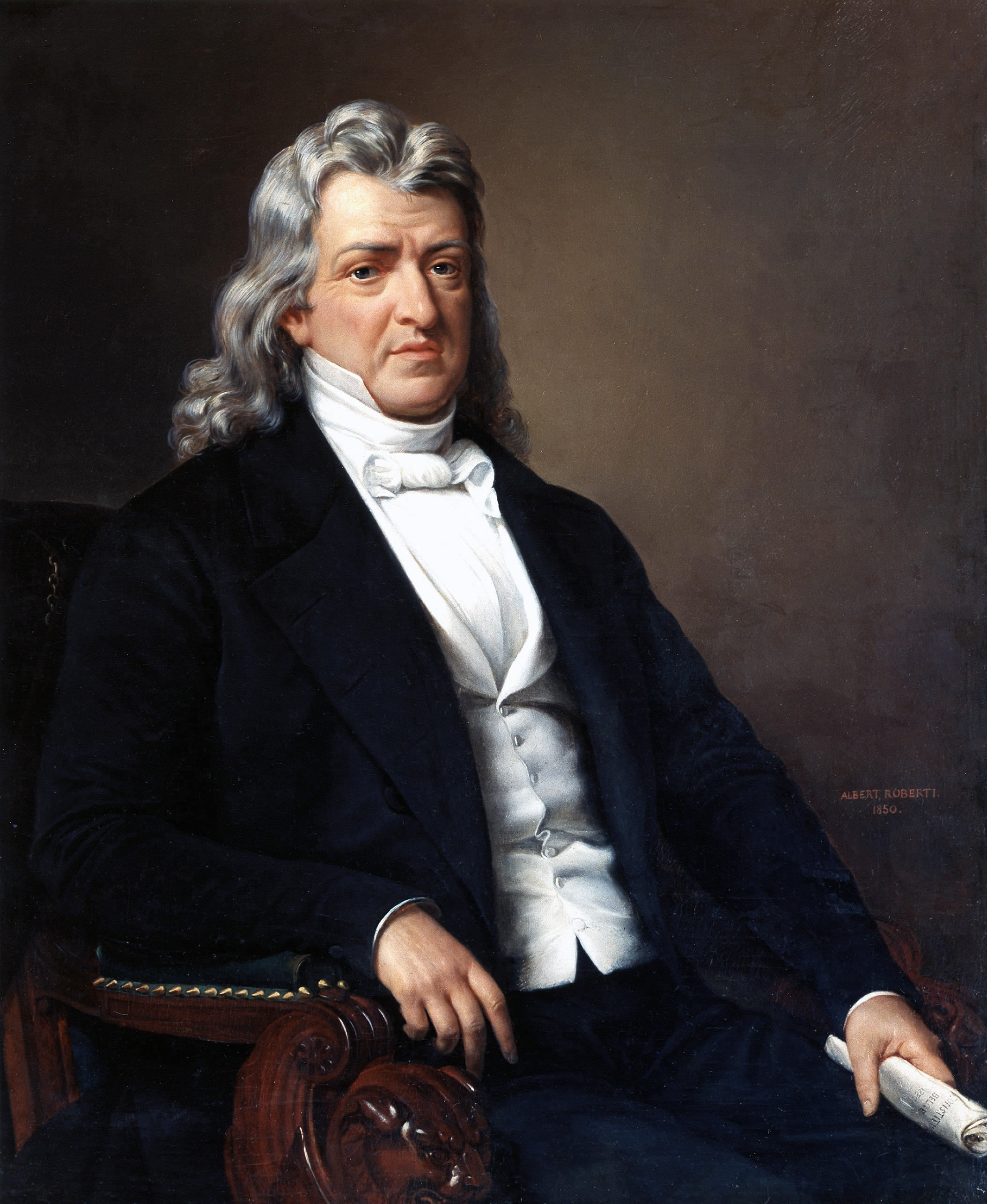
Erasme Louis Surlet de Chokier

Erasme Louis Surlet, baron de Chokier, född 27 november 1769 i Liège, död 7 augusti 1839 i Gingelom, var en belgisk politiker och baron.
Surlet de Chokier blev 1797, sedan fransmännen under Napoleonkrigen erövrat Belgien, administratör för departementet Meuse-Inférieure och 1812 medlem av lagstiftande kåren. Sedan Konungariket Nederländerna upprättats, var han 1815-1818 och från 1828 medlem av generalstaternas andra kammare, där han slöt sig till den moderata oppositionen. I den belgiska nationalkongress som november 1830 proklamerade Belgiens oberoende, valdes han till president och utsågs 24 februari 1831 till landets regent, till dess konung kunde väljas. Eftersom han misströstade om Belgiens möjlighet att upprätthålla sin fulla självständighet, hade Surlet de Chokier helst önskat att en fransk prins (hertigen av Nemours) skulle väljas till konung och en intim förbindelse med Frankrike. Sedan kongressens val, i strid mot hans önskningar, fallit på Leopold av Coburg och denne 21 juli 1831 övertagit regeringen, drog sig Surlet de Chokier tillbaka till privatlivet.